# Koggala
Koggala est un village côtier du Sri Lanka, situé au bord d'un lagon de l'océan Indien, dans le district de Galle et la Province du Sud. Koggala possède un aéroport qui dessert notamment la ville de Galle, distante d'environ 14 km.

## Histoire

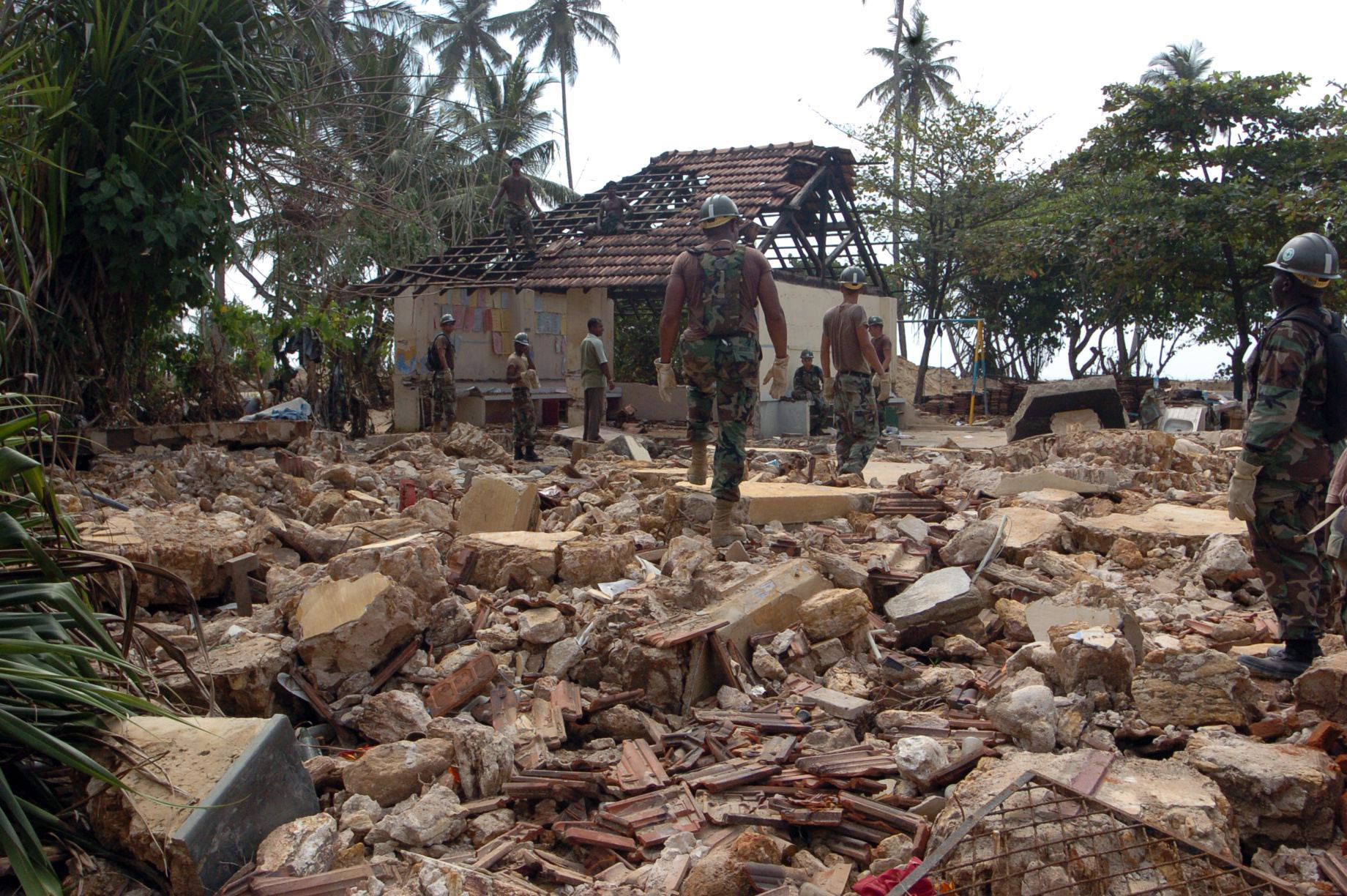
Intervention de la Marine américaine sur le site d'une école détruite à Koggala

Koggala fait partie de la zone côtière srilankaise touchée par le tsunami de 2004.

## Tourisme
Comme Weligama, Ahangama et d'autres localités voisines, Koggala est connu pour ses pêcheurs sur échasses qui font la joie des photographes. De fait cette méthode de pêche traditionnelle n'est plus guère pratiquée et sert surtout à attirer le touriste qui devra s'acquitter d'un pourboire.
Village natal de l'écrivain Martin Wickramasinghe, Koggala lui a dédié son musée d'arts et traditions populaires (Martin Wickramasinghe Museum of Folk Art and Culture).